# Merieme Chadid

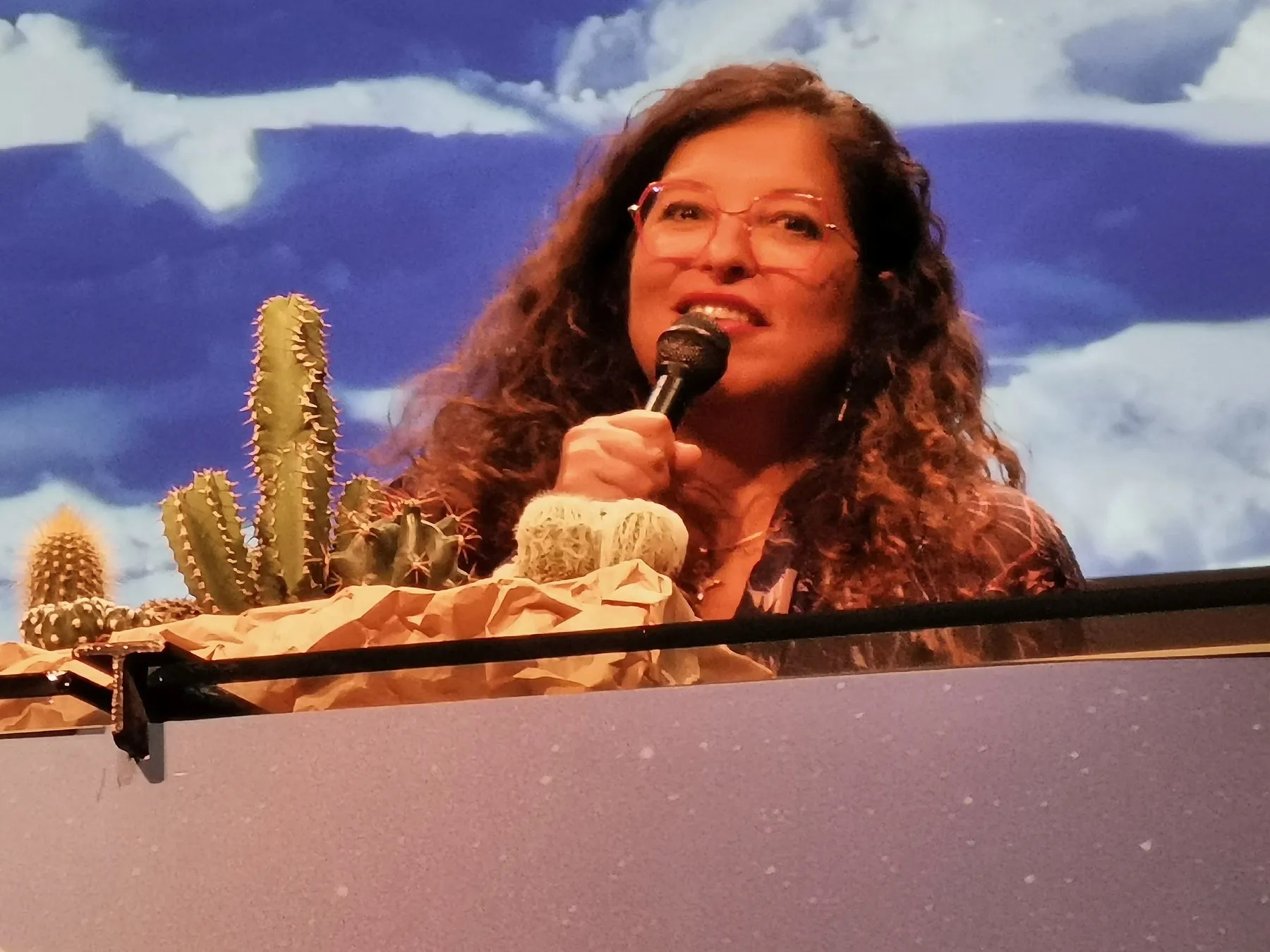
Merieme Chadid, 2022

Merieme Chadid (* 11. října 1969, Casablanca) je marocko-francouzská astronomka, cestovatelka a astrofyzička. Vede mezinárodní polární vědecké programy a zasadila se o instalaci astronomické observatoře v Antarktidě. Její nejpublikovanější výzkumné práce jsou zaměřeny na pochopení vesmíru, rozluštění rané tvorby hvězd, vývoje a pulzace hvězd.
Merieme Chadid podporuje vzdělávání mládeže, pořádá přednášky, účastní se konferencí a vede studenty. Její dokument o astronomii Tarik Annujah byl vysílán na dětském kanálu Al-Džazíra.
Časopis Forbes ji zařadil mezi třicet nejvíce fascinujících lidí světa.

## Vzdělání

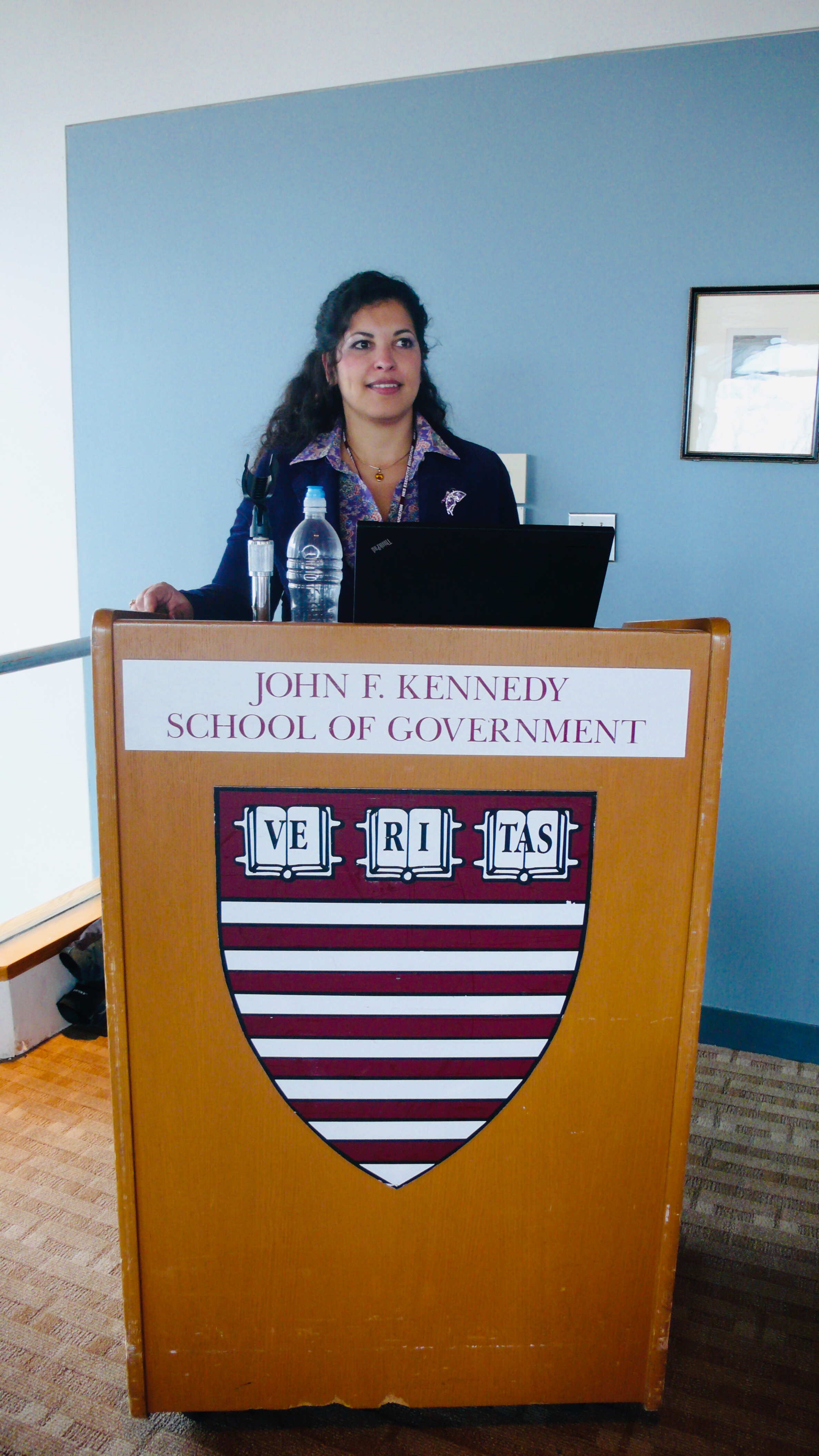
Merieme Chadid, Kennedy School of Government Harvard University

Merieme Chadid se narodila 11. října 1969 v Casablance do marocké rodiny jako jedno ze sedmi dětí. Její otec byl kovář a matka byla v domácnosti. Ve 12 letech jí bratr daroval knihu Johannese Keplera o astronomii. Tato kniha v ní zažehla lásku k astronomii a rozhodla se ji vystudovat.
V roce 1992 absolvovala Univerzitu Hassana II v Casablance, kde získala magisterský titul z fyziky a matematiky. V roce 1993 absolvovala University of Nice Sophia Antipolis s titulem Master of Advanced Studies. O tři roky později získala doktorát z astronomie a vesmíru na Paul Sabatier University za výzkum detekce hypersonických rázových vln v pulzujících hvězdách a vysvětlení jejich původu.
Vysokoškolské vzdělání ukončila na University of Nice Sophia-Antipolis. Absolvovala také několik vzdělávacích programů pro vedoucí pracovníky na John F. Kennedy School of Government na Harvardově univerzitě v USA.
Merieme Chadid se v roce 2001 vdala za Jeana Vernina, ředitele výzkumu Centre National de Recherche Scientifique. Mají spolu dvě děti.

## Kariéra
Merieme Chadid po získání titulu PhD. nastoupila do Centre National de la Recherche Scientifique a poté do Evropské jižní observatoře. Tam mimo jiné pracovala na instalaci v té době největšího dalekohledu na světě Very Large Telescope (VLT) v poušti Atacama v severním Chile.

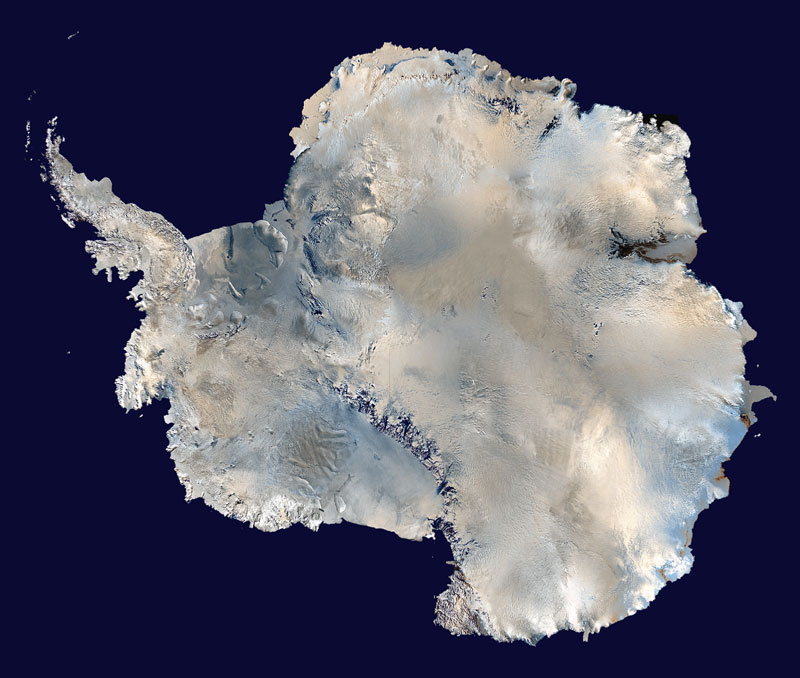
Satelitní snímek Antarktidy, 2002

Jejím nejcennějším úspěchem je práce v extrémních podmínkách v Antarktidě, jednom z nejvyšších, nejchladnějších, nejopuštěnějších a nejnepřístupnějších míst na světě. Ale zároveň je to oblast, která se vyznačuje pouze tenkou vrstvou turbulencí a nocí trvající několik měsíců. Vědci na stanicích v Antarktidě tak mají výhodu, že mohou nerušeně studovat hvězdy 24 hodin denně, 7 dní v týdnu po několik měsíců. To jim umožňuje mnohem detailnější pozorování vzdálených objektů, než observatoře v jiných částech světa.
Merieme Chadid je považována za první astronomku na světě, která se se svým týmem zavázala k vybudování velké astronomické observatoře v Antarktidě a k průkopnické práci na ní. V roce 2005 se jí to podařilo, kdy jako členka polární expedice založila novou observatoř a jako první vztyčila v Antarktidě marockou a francouzskou vlajku.
Dále se angažuje v těchto organizacích:
- Od roku 2021 je viceprezidentkou a členkou řídícího výboru Mezinárodní astronomické unie (International Astronomical Union - IAU).[6]
- Je předsedkyní Mezinárodní vědecké rady Organizace spojených národů (OSN) pro výchovu, vědu a kulturu (UNESCO). Je odhodlána plnit cíle udržitelného rozvoje stanovené členskými státy OSN.
- Jako astronomka pracuje ve francouzském veřejném univerzitním systému. Podporuje vzdělávání mládeže, pořádá přednášky, účastní se konferencí a vede studenty.

## Ocenění
- 2007: Nominována Khmissou v kategorii Věda, výzkum a vývoj. Khmissa odměňuje marocké ženy, které se zvlášť vyznamenaly.
- 2008: Ocenění Young Global Leaders na Světovém ekonomickém fóru[5]
- 2013: Důstojník Řádu trůnu, vyznamenání udělené marockým králem[9]
- 2014: Mladý lídr francouzsko-čínské nadace
- 2015: Poctěna projektem My Hero – Wikipedia
- 2015: Arab Woman of the Year Award for Achievement in Science od Regent's University London[10][5]
- 2021: Cena Woman of Europe for the Future ve vědě, výzkumu a inovacích udělovaná Evropskou komisí
- Členka Akademie Global Teacher Prize nadace Varkey Foundation, která každoročně odměňuje učitele s významným přínosem pro studenty a vědu.